# 螺蝇狮
螺蝇狮（学名：Marpissa dybowskii）为跳蛛科蝇狮属的动物。分布于俄罗斯、朝鲜、日本以及中国大陆的黑龙江、吉林等地。